# Turning Tables
Turning Tables – piąty singel brytyjskiej piosenkarki Adele z jej drugiej solowej płyty zatytułowanej 21. Został napisany przez Adele i Ryana Teddera, lidera grupy OneRepublic, natomiast wyprodukowana przez Jima Abbissa. Utwór został napisany w tonacji c-moll.
Po zaśpiewaniu tego utworu przez Gwyneth Paltrow w popularnym serialu Glee piosenka uplasowała się na miejscu 63 listy Billboard Hot 100 i 60 listy Canadian Hot 100. Wykonanie znalazło się także w australijskiej liście (miejsce 83) oraz w UK Singles Chart (miejsce 62).

## Notowania
| Notowanie (2011-2012)                      | Pozycja na liście |
| ------------------------------------------ | ----------------- |
| Błąd przy wprowadzaniu danych Flanders Tip | 4                 |
| Belgia (Wallonia) (Ultratip 50 Singles)    | 2                 |
| Holandia (Dutch Top 40)                    | 15                |
| Holandia (Single Top 100)                  | 45                |

## Certyfikaty i sprzedaż
| Kraj                         | Certyfikat      | Sprzedaż |
| ---------------------------- | --------------- | -------- |
| Australia (ARIA)             | złota płyta     | 35 000+  |
| Brazylia (Pro-Música Brasil) | platynowa płyta | 60 000+  |
| Dania (IFPI Danmark)         | złota płyta     | 45 000+  |
| Kanada (MC)                  | platynowa płyta | 80 000+  |
| Stany Zjednoczone (RIAA)     | złota płyta     | 883 000+ |
| Wielka Brytania (BPI)        | platynowa płyta | 600 000+ |
| Włochy (FIMI)                | platynowa płyta | 30 000+  |